# Fritz Otto Bernert
Fritz Otto Bernert (Ratibor, 1893. március 6. – Ratibor, 1918. október 18.) német katona. Az első világháborúban 27 légi győzelmet aratott, holott a háború elején elvesztette bal karját.
A Porosz Királyság részét képező Sziléziában született, 1912-ben lett a hadsereg tagja. 1918-ban spanyolnáthában hunyt el.